# علی الرمیحی
علی الرمیحی (انگلیسی: Ali Al-Rumaihi؛ زادهٔ ۲۶ اوت ۱۹۸۱) سوارکار پرش اهل قطر است.